# Peter Joseph
Peter Joseph (ur. 1978) – amerykański niezależny filmowiec, aktywista społeczny i muzyk. Jest założycielem Ruchu Zeitgeist oraz członkiem komitetu doradczego w Projekcie Pokój Na Ziemi (Project Peace on Earth)

## Życiorys
Samodzielnie napisał, wyreżyserował, wyprodukował i dokonał narracji trzech niekomercyjnych, swobodnie rozpowszechnianych filmów dokumentalnych o tytułach: Duch epoki, Zeitgeist: Addendum oraz Zeitgeist: Moving Forward. Filmy te stanowią tak zwaną Serię filmów Zeitgeist (Zeitgeist Film Series), która stała się inspiracją do powstania oddolnego ruchu społecznego o zasięgu 70 krajów na całym świecie – The Zeitgeist Movement.
W 2009 roku powstał mini dokument pod tytułem Who is Peter Joseph?, który jest zapisem wywiadu z Peterem przeprowadzonym w jego ówczesnym domu w Nowym Jorku.

## Działalność
Joseph prowadzi wykłady na całym świecie na tematy kulturowego, społecznego i środowiskowego zrównoważenia, znaczenia krytycznego myślenia oraz umiejętności naukowego rozumowania. Pisano o nim w New York Times, The Huffington Post i innych. Ma na koncie wystąpienia na TEDx i gościł w studio RT.

### Filmografia
- Duch epoki (2007)
- Zeitgeist: Addendum (2008)
- Zeitgeist: Moving Forward (2011)

### Programy telewizyjne
- Culture in Decline (2012-)[5]
- Interreflections (2013)[6]